# Brändö
Brändö este o comună din Åland, Finlanda. Peste 91% din populația orașului sunt suedezi.